# Полгар, Тибор
Тибор Полгар (англ. Tibor Polgar; 11 марта 1907, Будапешт — 26 августа 1993, Торонто) — венгерско-канадский дирижёр и композитор, кинокомпозитор.
Окончил Музыкальную академию Ференца Листа в Будапеште, ученик Золтана Кодая. С 1925 года работал на Венгерском радио как концертмейстер, дирижёр, редактор музыкального вещания, также выступал в составе фортепианного трио с Яношем Темешвари и Енё Керпеем. С созданием в 1940-е годы Симфонического оркестра Венгерского радио стал одним из его постоянных дирижёров.
После Венгерских событий 1956 года покинул Венгрию и первоначально обосновался в Германии, работал с оркестром Philharmonia Hungarica. С 1965 года проживал в Канаде, в 1969 году получил канадское гражданство. Руководил студенческим оркестром Торонтского университета, в 1966—1975 годах преподавал на оперном отделении университета, затем в 1976—1977 годах в Йоркском университете.
В венгерский период Полгар писал преимущественно музыку для театра и кино, начиная с первых венгерских звуковых фильмов, — сотрудничая с такими режиссёрами, как Мартон Келети (в том числе в его первом самостоятельном фильме «Невеста из Тороцка», 1937), Ладислао Вайда, Лайош Зилахи, Бела Балог, Кальман Надашди, Виктор Гертлер, Феликс Мариаши. В Канаде Полгар написал ряд сочинений дидактического рода, в том числе одноактную оперу «Перчатка» (англ. The Glove, 1973, по мотивам одноимённой баллады Фридриха Шиллера), многократно ставившуюся учащимися различных музыкальных учебных заведений. После выхода в отставку в 1977 году сосредоточился на музыке для оркестра.